# 石家庄植物园
石家庄植物园是一个位于石家庄市市区西北部的3A级旅游景区，1998年10月1日正式开园，后来分别在2002年和2011年进行过扩建，截止2022年3月，公园总占地面积达200余公顷。园内有植物1500余种约合数十万余株。

石家庄植物园是河北省五星级公园和2021-2025年全国科普教育基地。